# Eduardo Di Loreto
Eduardo Di Loreto (Villa Mugueta, 28 ottobre 1929 – Argentina, 20 febbraio 2010) è stato un allenatore di calcio e calciatore argentino, di ruolo attaccante.

## Carriera
Centravanti prolifico, inizia la carriera in patria giocando per Rosario Central, Ferro Carril Oeste e Sarmiento, arrivando al San Paolo nel 1953. Nello stesso anno si trasferisce in Francia, giocando sia in prima sia in seconda divisione. Nel vecchio continente vince due coppe di Francia e un campionato di seconda divisione, ritirandosi nel 1961. In seguito allena prima il Le Havre poi il Blois.
Durante la sua carriera ha siglato almeno 177 gol (110 in Francia, 67 in Argentina) in almeno 277 incontri di campionato.

## Palmarès

### Club

#### Competizioni nazionali
- Coupe de France: 2

Tolosa: 1956-1957
Le Havre: 1958-1959
- Ligue 2: 1

Le Havre: 1958-1959